# Kumbum
Kumbum (Wylie: sku 'bum 'sto tisoč svetih podob') je večnadstropni skupek budističnih kapel v tibetanskem budizmu. Najbolj znan Kumbum je del samostana Palčo.
Prvi Kumbum je leta ognjene ovce 1427 ustanovil princ Gjantse. Ima devet lhakangov ali nivojev, visok je 35 metrov, na vrhu je zlata kupola, in vsebuje 77 kapel, ki se vrstijo ob njegovih stenah. Številni kipi so bili poškodovani med kulturno revolucijo, vendar so bili od takrat nadomeščeni z glinenimi podobami, čeprav nimajo umetniške vrednosti izvirnikov. Stenske poslikave iz 14. stoletja, ki kažejo novovarske in kitajske vplive, so se ohranile veliko bolje.
Kumbum ali velika stupa gomang ('z mnogimi vrati') v Gjantseju je tridimenzionalna mandala, ki naj bi prikazovala budistični kozmos. Kumbum, tako kot druge mandale, ki so prikazane s krogom v kvadratu, omogoča bhakti, da sodeluje pri budističnem dojemanju vesolja in lahko upodablja svoj potencial, ko se giblje po njem. Mandale so namenjene pomoči posamezniku na poti do razsvetljenja. Kumbum vsebuje ogromno podob božanstev po vsej svoji zgradbi z Vadžradharo (sanskrt: Vajradhāra, tibetansko: rdo rje 'chang (Dorje Chang)), kozmičnim Budo, na vrhu.
»Lhakangi devetih ravni Kumbuma, katerih število se na vsaki ravni zmanjšuje, so strukturirani v skladu s zbirko tanter Sakja, imenovano Drubtab Kantu. Tako vsak lhakang in vsaka raven ustvarja mandalo, celoten Kumbum pa predstavlja tridimenzionalno pot do Budovega razsvetljenja v smislu vse bolj subtilnih tantričnih mandal.«
Najbolj znan Kumbum je Gjantse Kumbum, ki ga je leta 1497 zgradil princ Gjantseja, vendar obstajajo še drugi ohranjeni primeri v Džonangu, ki ga je zgradil Dolpopa Šerab Gjaltsen in je bil posvečen leta 1333, in Čung Rivoče Kumbun v Päl Rivočeju, ki je zgradil Thang Tong Gjalpo, ki je začel z delom leta 1449. Še ena je v samostanu Kumbum blizu Šininga v Činghaju. Velika Stupa univerzalnega sočutja, ki se gradi v bližini Bendiga v Avstraliji, je oblikovana po Gjantse Kumbumu.

## Galerija
- Umetnina na zunanjosti Kumbuma v Gyantseju
- Vhod v Pango Chorten, Gyantse, 1993
- Jezno božanstvo, Pango Chorten, Gyantse
- Pango čorten, Gjantse
- kip Tara, Gjantse Kumbum, 1993
- Zaščitno božanstvo, Gjantse Kumbum, 1993
- Sedeči Buda, Gjantse Kumbum, 1993
- Božanstvo, Gjantse Kumbum, 1993
- Kip, Gjantse Kumbum, 1993
- Gjantse Kumbum in gompa, 1938